# Barbara Ganz
Barbara "Baba" Ganz-Erdin (Schlatt, Turgòvia, 28 de juliol de 1964) va ser una ciclista suïssa que combinà la carretera amb la pista. Va guanyar set medalles als Campionats del Món en pista.

## Palmarès en pista
- 1986
  -  Campiona de Suïssa d'Òmnium
- 1987
  -  Campiona de Suïssa d'Òmnium
- 1988
  -  Campiona de Suïssa d'Òmnium
- 1989
  -  Campiona de Suïssa d'Òmnium
- 1990
  -  Campiona de Suïssa d'Òmnium
- 1991
  -  Campiona de Suïssa d'Òmnium
- 1992
  -  Campiona de Suïssa d'Òmnium
- 1993
  -  Campiona de Suïssa d'Òmnium

## Palmarès en ruta
- 1985
  - 1a al Gran Premi de Brissago
- 1986
  - Vencedora d'una etapa al Tour de l'Aude
- 1987
  - 1a al Gran Premi Cham-Hagendorn
- 1988
  - 1a al Tour de Berna
  - 1a al Gran Premi Cham-Hagendorn
  - 1a al GP Chiasso
  - Vencedora d'una etapa al Giro d'Itàlia
- 1989
  - 1a al Tour de Berna
  - 1a al Gran Premi de Brissago
  - 1a al GP Chiasso
- 1990
  - Vencedora d'una etapa al GP Cantó de Zuric
- 1991
  - 1a al GP Cantó d'Aargau
- 1992
  - 1a al GP Cantó de Zuric i vencedora de 2 etapes
  - 1a al GP Chiasso
- 1993
  -  Campiona de Suïssa en contrarellotge